# Pseudis tocantins
A Pseudis tocantins a kétéltűek (Amphibia) osztályának békák (Anura) rendjébe és a levelibéka-félék (Hylidae) családjába tartozó faj.

## Előfordulása
A faj Brazília endemikus faja. Természetes élőhelye a nedves szavannák, szubtrópusi vagy trópusi nedves bozótosok, mocsarak, édesvízi tavak és mocsarak, pocsolyák. A fajt élőhelyének elvesztése fenyegeti.